# Pseudocyathoceras avis
Pseudocyathoceras avis är en korallart som först beskrevs av John Wyatt Durham och Barnard 1952.  Pseudocyathoceras avis ingår i släktet Pseudocyathoceras och familjen Turbinoliidae. IUCN kategoriserar arten globalt som otillräckligt studerad. Inga underarter finns listade i Catalogue of Life.